# Country-Musik 1983
Die Liste bietet eine Übersicht über das Jahr 1983 im Genre Country-Musik.

## Top Hits des Jahres

### Nummer-1-Hits
Die folgende Liste umfasst die Nummer-eins-Hits der Billboard Hot Country Songs des US-amerikanischen Musikmagazines Billboard chronologisch nach Wochenplatzierung.
- 8. Januar – Can't Even Get the Blues – Reba McEntire
- 15. Januar – Going Where the Lonely Go – Merle Haggard
- 22. Januar – (Lost His Love) On Our Last Date – Emmylou Harris
- 29. Januar – Talk to Me – Mickey Gilley
- 5. Februar – Inside – Ronnie Milsap
- 12. Februar – ’Til I Gain Control Again – Crystal Gayle
- 19. Februar – Fakin' Love – T.G. Sheppard und Karen Brooks
- 26. Februar – Why Baby Why – Charley Pride
- 5. März – If Hollywood Don't Need You – Don Williams
- 12. März – The Rose – Conway Twitty
- 19. März – I Wouldn't Change You If I Could – Ricky Skaggs
- 26. März – Swingin‘ – John Anderson
- 21. April – When I'm Away From You – Bellamy Brothers
- 9. April – We've Got Tonight – Kenny Rogers und Sheena Easton
- 16. April – Dixieland Delight – Alabama
- 23. April – American Made – Oak Ridge Boys
- 30. April – You're The First Time I've Thought About Leaving – Reba McEntire
- 7. Mai – Jose Cuervo – Shelly West
- 14. Mai – Whatever Happened to Old-Fashioned Love – B.J. Thomas
- 21. Mai – Common Man – John Conlee
- 28. Mai – You Take Me for Granted – Merle Haggard
- 4. Juni – Lucille (You Won't Do Your Daddy's Will) – Waylon Jennings
- 11. Juni – Our Love is on the Faultline – Crystal Gayle
- 18. Juni – You Can't Run From Love – Eddie Rabbitt
- 25. Juni – Fool For Your Love – Mickey Gilley
- 2. Juli – Love is on a Roll – Don Williams
- 9. Juli – Highway 40 Blues – Ricky Skaggs
- 16. Juli – The Closer You Get – Alabama
- 23. Juli – Pancho and Lefty – Willie Nelson and Merle Haggard
- 30. Juli – I Always Get Lucky With You – George Jones
- 6. August – Your Love's on the Line – Earl Thomas Conley
- 13. August – He's a Heartache (Looking For a Place to Happen) – Janie Fricke
- 20. August – Love Song – Oak Ridge Boys
- 27. August – You're Gonna Ruin My Bad Reputation – Ronnie McDowell
- 3. September – A Fire I Can't Put Out – George Strait
- 10. September – I'm Only in it For the Love – John Conlee
- 17. September – Night Games – Charley Pride
- 24. September – Baby What About You – Crystal Gayle
- 11. Oktober – New Looks From an Old Lover – B.J. Thomas
- 8. Oktober – Don't You Know How Much I Love You – Ronnie Milsap
- 15. Oktober – Paradise Tonight – Charly McClain und Mickey Gilley
- 22. Oktober – Lady Down on Love – Alabama
- 29. Oktober – Islands in the Stream – Kenny Rogers and Dolly Parton
- 12. November – Somebody's Gonna Love You – Lee Greenwood
- 19. November – One of a Kind, Pair of Fools – Barbara Mandrell
- 26. November – Holding Her and Loving You – Earl Thomas Conley
- 3. Dezember – A Little Good News – Anne Murray
- 10. Dezember – Tell Me a Lie – Janie Fricke
- 17. Dezember – Black Sheep – John Anderson
- 24. Dezember – Houston (Means I'm One Day Closer to You) – Larry Gatlin and the Gatlin Brothers

### Weitere große Hits
- Amarillo By Morning – George Strait
- Everything's Beautiful in its Own Way – Dolly Parton und Willie Nelson
- Flight 309 to Tennessee – Shelly West
- Foolin‘ – Johnny Rodriguez
- Going Downhill – John Anderson
- Hard Candy Christmas – Dolly Parton
- Hey Bartender – Johnny Lee
- How Could I Love Her So Much – Johnny Rodriguez
- I.O.U. – Lee Greenwood
- I Have Loved You Girl (But Not Like This Before) – Earl Thomas Conley
- I Love Her Mind – Bellamy Brothers
- Leave Them Boys Alone – Hank Williams Jr. (mit Ernest Tubb und Waylon Jennings)
- Midnight Fire – Steve Wariner
- Nobody But You – Don Williams
- Oh Baby Mine (I Get So Lonely) – Statler Brothers
- The Ride – David Allan Coe
- Save Me – Louise Mandrell
- Scarlet Fever – Kenny Rogers
- Shine On (Shine All Your Sweet Love On Me) – George Jones
- Snapshot – Sylvia
- Stranger in My House – Ronnie Milsap
- Tennessee Whiskey – George Jones
- Touch Me (I'll Be Your Fool Once More) – Tom Jones
- What Am I Gonna Do (With the Rest of My Life) – Merle Haggard
- What She Don't Know Won't Hurt Her – Gene Watson
- Why Do We Want What We Know We Can't Have – Reba McEntire
- The Wind Beneath My Wings – Gary Morris
- You've Got a Lover – Ricky Skaggs

## Alben

### Nummer-1-Alben
Die folgende Liste umfasst die Nummer-eins-Hits der Billboard Top Country Albums des US-amerikanischen Musikmagazines Billboard chronologisch nach Wochenplatzierung.
- 1. Januar – Mountain Music – Alabama
- 9. April – Panco & Lefty – Merle Haggard & Willie Nelson
- 16. April – The Closer You Get... – Alabama
- 29. Oktober – Eyes That See in the Dark – Kenny Rogers

### Weitere Alben
- American Made – Oak Ridge Boys
- Don't Cheat in Our Hometown – Ricky Skaggs
- Don't Make it Easy for Me – Earl Thomas Conley
- Even the Strong Get Lonely – Tammy Wynette
- Heart to Heart – Merle Haggard
- A Little Good News – Anne Murray
- Lost in the Feeling – Conway Twitty
- Right or Wrong – George Strait
- Shine On – George Jones
- Take it to the Limit – Waylon Jennings und Willie Nelson
- That's the Way Love Goes – Merle Haggard
- Tougher Than Leather – Willie Nelson
- Waylon and Company – Waylon Jennings
- We've Got Tonight – Kenny Rogers
- Without a Song – Willie Nelson

## Geboren
- 10. März – Carrie Underwood
- 30. Juni – Cole Swindell
- 10. November – Miranda Lambert
- 29. Dezember – Jessica Andrews

## Gestorben
- 2. April Cliff Carlisle
- 20. Oktober – Merle Travis

## Neue Mitglieder der Hall of Fames

### Country Music Hall of Fame
- Little Jimmy Dickens[3]

### Nashville Songwriters Hall of Fame
- W. C. Handy
- Loretta Lynn
- Beasley Smith

## Die bedeutendsten Auszeichnungen

### Grammy Awards
- Beste weibliche Gesangsdarbietung – Country (Best Country Vocal Performance, Female) – Break It to Me Gently – Juice Newton
- Beste männliche Gesangsdarbietung – Country (Best Country Vocal Performance, Male) – Always On My Mind – Willie Nelson
- Beste Countrydarbietung eines Duos oder einer Gruppe mit Gesang (Best Country Performance By A Duo Or Group With Vocal) – Mountain Music – Alabama
- Bestes Darbietung eines Countryinstrumentals (Best Country Instrumental Performance)  Alabama Jubilee – Roy Clark
- Bester Countrysong (Best Country Song) – Alway On My Mind von Autoren: Wayne Carson, Johnny Christopher, Mark James, Interpret Willie Nelson[4]

### Academy of Country Music Awards
- Entertainer Of The Year – Alabama
- Song Of The Year – Are The Good Times Really Over – Interpret: Merle Haggard – Autor: Merle Haggard
- Single Of The Year – Always On My Mind – Willie Nelson
- Album Of The Year – Always On My Mind – Willie Nelson
- Top Male Vocalist – Ronnie Milsap
- Top Female Vocalist – Sylvia
- Top Vocal Duo – Shelly West and David Frizzell
- Top Vocal Group – Alabama
- Top New Male Vocalist – Michael Martin Murphey
- Top New Female Vocalist – Karen Brooks

### Country Music Association Awards
- Entertainer of the Year – Alabama
- Song Of The Year – Always On My Mind – J.Christopher / W.Carson / M.James
- Single Of The Year – Swingin – John Anderson
- Album Of The Year – The Closer You Get – Alabama
- Male Vocalist Of The Year – Lee Greenwood
- Female Vocalist Of The Year – Janie Fricke
- Vocal Duo Of The Year – Merle Haggard / Willie Nelson
- Vocal Group Of The Year – Alabama
- Instrumentalist Of The Year – Chet Atkins
- Horizon Award – John Anderson
- Instrumental Group Of The Year – Ricky Skaggs Band

### American Music Awards
- Favorite Country Male Artist – Kenny Rogers
- Favorite Country Female Artist – Barbara Mandrell
- Favorite Country Band/Duo/Group – Alabama
- Favorite Country Album – Always on My Mind – Willie Nelson
- Favorite Country Song – Love Will Turn You Around – Kenny Rogers